# The Inbetweeners
The Inbetweeners es una serie de televisión británica, acerca de un grupo de amigos adolescentes y sus vivencias en la adolescencia. Escrita por Damon Beesley e Iain Morris, la serie fue producida originalmente para el canal de televisión E4, transmitiendo la primera temporada en mayo de 2008. La serie ambientada en un barrio típico a las afueras de Londres, sigue a Will (Simon Bird), quien dejó la escuela privada para ir al Rudge Park Comprensible debido a problemas financieros de su madre recientemente divorciada.
El término Inbetweeners (del inglés in between - en medio) se refiere a Will y sus tres compañeros de clase (Simon, Neil y Jay), que no forman parte de los "populares" de la escuela, así como tampoco de los "empollones", sino en algún lugar intermedio. Los episodios incluyen situaciones de acoso escolar, casos de familias rotas, situaciones indiferentes en el instituto, la amistad masculina y una larga lista de encuentros sexuales fallidos.
La segunda temporada comenzó a transmitirse en el Reino Unido el 2 de abril de 2009 y terminó el 7 de mayo de 2009. Una tercera temporada fue encargada por el canal E4 para estrenarse en 2010.
La serie ha sido nominada dos veces en la categoría de "Mejor Comedia de Situación" de los premios BAFTA, en los años 2009 y 2010. En la edición de 2010 ganó el Premio del Público, el único premio elegido por votación de los espectadores. En el 2011 salió la película continuando después de la tercera temporada de la serie. Tras el gran éxito de la película, se estrenó la secuela en 2014, The Inbetweeners 2.
La versión americana de MTV fue emitida en 2012, contó con doce capítulos, sin embargo, generó mucha decepción a la gente cuando se anunció y posteriormente fue cancelada por baja audiencia.

## Elenco

### Protagonistas
- Will McKenzie interpretado por Simon Bird.
- Simon Cooper interpretado por Joe Thomas.
- Jay Cartwright interpretado por James Buckley.
- Neil Sutherland interpretado por Blake Harrison.

### Secundarios
- Carli D'Amato interpretado por Emily Head.
- Charlotte Hinchcliffe interpretado por Emily Atack.
- Polly McKenzie interpretado por Belinda Stewart-Wilson.
- Mr. Gilbert interpretado por Greg Davies.
- Mark Donova interpretado por Henry Lloyd-Hughes.

## Episodios
Los episodios de la primera y segunda temporada pueden ser vistos por los televidentes de Reino Unido e Irlanda a través del servicio de Channel 4, 4oD, Los episodios también están disponibles para compra y descarga para los usuarios registrados de la tienda iTunes de Reino Unido.
En Latinoamérica, se puede ver en la cadena de televisión MTV Latinoamérica.Recientemente fue estrenada en el servicio de streaming pago Netflix, por lo que también puede verse por este servicio pago las tres temporadas.
Y en España, concretamente en Cataluña se puede ver los episodios en catalán a través de la cadena 3XL

## Localización
The Inbetweeners es filmado en varias localidades, Ruislip, Middlesex, mayormente en Ruislip High School, pero también en áreas cercanas como Harrow, Pinner, Abbots Langley, St Albans, Finchley, Whetstone y Eastcote. La mayoría de los estudiantes no son alumnos reales de la escuela.
En el primer episodio de la segunda temporada, se desarrolla en Swanage, Dorset; pero en realidad se filmó en Littlehampton, West Sussex.

## Música
El tema de apertura de The Inbetweeners es "Gone Up in Flames" de la banda inglesa de rock Morning Runner. La primera temporada también tiene música de Rachel Stevens, Air Traffic, Calvin Harris, The Ting Tings, Arctic Monkeys, Theaudience, Vampire Weekend, Gorillaz, Hot Chip, Belle & Sebastian, Field Music, Jamie T, The Libertines, Rihanna, The Fratellis, Jack Peñate, Guillemots, The Feeling, Kate Nash, The Wombats, The Cure, Lily Allen, Mumm-Ra, Tellison, Transformer, Sam Isaac y Feist. La segunda temporada tiene temas de Oasis, Biffy Clyro, Passion Pit, Royworld, MGMT, Maxïmo Park, The Cure y The Cribs. La Tercera temporada tiene música de Lady Gaga, Black Eyed Peas.

## Películas

### "The Inbetweeners la película"
En septiembre de 2009, Beesley y Morris confirmaron una película de la serie Film4 y que trataría de los cuatro chicos en vacaciones en Malia, Grecia. La película se estrenó el 17 de agosto del 2011 en Inglaterra e Irlanda, y fue récord de apertura de una comedia en el Reino Unido durante el primer fin de semana de estreno, posteriormente fue estrenada en Estados Unidos pero no tuvo tanto éxito. La película tuvo un costo £3.5 millones, y generó grandes ganancias de £57 millones en todo el mundo. Los creadores también declararon que Simon Bird (Will) y Joe Thomas (Simon) habían escrito un guion para la película que era más divertida que la de ellos. La trama gira en torno a los cuatro chicos, de ahora dieciocho años de edad, que van de vacaciones a Malia, Grecia. En España se estrenó en DVD con el título de Supercutres. 
La película trata de los cuatro chicos ya con 18 años y que salen del colegio por lo que deciden viajar a Malia, Gracia, de vacaciones. A Simon lo deja su novia Carli por un nuevo chico, y el papá de Will le confiesa que se casará con su amante mucho más joven que él. Ya en Grecia los jóvenes conocen conocen a cuatro chicas: Alison (Laura Haddock), Lucy (Tamla Kari), Jane (Lydia Rose Bewley) y Lisa (Jessica Knappett), con las cuales cada uno queda emparejado. Simon y Lucy comienzan a gustarse sin embargo Simon se encuentra con Carli en Grecia y descubre que ahora esta con otro chico y decide ir a una famoso fiesta en un barco que ella ira y así reconquistarla. Jay se enamora de Jane pero sin embargo sufre de las molestias de otros chicos debido a que ella está un poco sobre peso. Will tiene más suerte con Alison hasta que ella ve a su novio, Nicos, tener relaciones sexuales con otra mujer por lo que se pone muy triste. Durante el siguiente día Jay y Simon discuten debido a que el primero molesta a Simon que aun sigue locamente enamorad por Carli, finalmente Jay en su enojo decide romper las entradas a la fiesta del barco que había comprado, sin embargo Simon consigue ir de todos modos a la fiesta ya que Lucy desilusionada al saber que Simon esta aun enamorado de su expareja decide regalarle su entrada a la fiesta. 
Durante la fiesta Simon logra besar a Carli pero rápidamente se da cuenta de que ella lo hace solo para sacar celos a James su nuevo novio y con el cual había tenido una discusión minutos antes. Mientras tanto a orillas de la playa Jay se disculpa con Jane por avergonzarse de ella y forman una relación al igual que Will con Allison y Neil con Lisa. Simon finalmente se da cuenta de que Lucy realmente le gusta, y sabiendo que ha sido poco amable con ella, decide lanzarse al mar y nadar hasta la orilla como un gran gesto romántico, pero en el transcurso se cansa y casi se ahoga. A medida llega una ambulancia y lo rescatan, cuando lo suben al coche, Lucy lo besa y se reconcilian. Después de la fiesta en barco es más, los demás chicos y chicas visitan Simon en el hospital, y una vez que se recupere todos ellos pasan el resto de sus vacaciones juntos cada uno en parejas.

### "The Inbetweeners 2"
A principios de agosto de 2013, los creadores Iain Morris y Damon Beesley confirmaron que una segunda película Inbetweeners. Tuvo fecha de lanzamiento el 6 de agosto de 2014 en el Reino Unido e Irlanda; lanzaron un comunicado diciendo "No podríamos estar más emocionados de estar haciendo otra película de The Inbetweeners. Creemos que es lo menos que podemos hacer para agradecer a los fans por su fenomenal respuesta a la primera película. "Esta secuela se rodó en Australia y trata de los cuatro amigos que se reúnen en Australia donde Jay se está tomando un año sabático y les dice a sus amigos que allí es el mejor lugar para encontrar chicas que follar. Durante la película solo Simon mantiene su relación con las chicas de la primera película, sin embargo Lucy se ha transformado excesivamente celosa, y Jay solo está viviendo en Australia con la intención de encontrar a Jane que poco antes había terminado con él y es allí donde estaba ahora trabajando. 

## Emisión mundial
| País           | Canal                       | Estreno                |
| -------------- | --------------------------- | ---------------------- |
| Reino Unido    | E4, Channel 4               | 5 de diciembre de 2012 |
| Alemania       | MTV Germany                 | 27 de enero de 2013    |
| Canadá         | Super Channel               |                        |
| Venezuela      | MTV Latin America           | 27 de enero de 2013    |
| México         | MTV Latin America y Netflix | 27 de enero de 2013    |
| Chile          | MTV Latin America           | 27 de enero de 2013    |
| Italia         | MTV (Italia)                | 31 de enero de 2013    |
| España         | MTV España, 3XL             | 9 de febrero de 2013   |
| Perú           | MTV Latin America           | 26 de marzo de 2013    |
| Argentina      | MTV Latin America           |                        |
| Brasil         | MTV (Brasil)                |                        |
| Estados Unidos | BBC America                 |                        |